# 1944 у футболі
Нижче наведені футбольні події 1944 року у всьому світі.
Народження;
Володимир Левченко

## Засновані клуби
- Даугава (Даугавпілс) (Латвія)
- Лілль (Франція)
- СКА (Одеса)

## Національні чемпіони
- Австрія: Фьост (Відень)
- Аргентина: Бока Хуніорс
- Бельгія: Антверпен
- Данія: Болдклуббен Фрем
- Ізраїль: Хапоель (Тель-Авів)
- Ірландія: Шелбурн
- Ісландія: Валюр
- Іспанія: Валенсія
- Італія: Спеція
- Мексика: Реал Еспанья
- Німеччина: Дрезднер
- Португалія: Спортінг (Лісабон)
- Перу: Сукре
- Румунія: Над'явараді
- Туреччина: Фенербахче
- УРСР: Динамо (Київ)
- Фінляндія: Васа
- Чехословаччина: Спарта (Прага)
- Швейцарія: Лозанна
- Швеція: Мальме